# ألكسي آناتوليفتش كوزلوف
ألکسي آناتوليفتش کوزلوف (بالروسية: Алексей Анатольевич Козлов)‏ (مواليد 25 ديسمبر 1986) هو لاعب كرة قدم. يلعب مع منتخب روسيا لكرة القدم. سبق له أن لعب في كأس العالم لكرة القدم مع منتخب بلاده.

## روابط خارجية
- ألكسي آناتوليفتش كوزلوف على موقع الاتحاد الدولي (مؤرشف)  (الإنجليزية)
- ألكسي آناتوليفتش كوزلوف على موقع الاتحاد الأوربي (الإنجليزية)
- ألكسي آناتوليفتش كوزلوف على موقع قاعدة بيانات كرة القدم.إي يو (الإنجليزية)
- ألكسي آناتوليفتش كوزلوف على موقع بيانات كرة القدم. دي إي (الألمانية)
- ألكسي آناتوليفتش كوزلوف على موقع ناشيونال فوتبول تيمز (الإنجليزية)
- ألكسي آناتوليفتش كوزلوف على موقع Soccerway.com (الإنجليزية)
- ألكسي آناتوليفتش كوزلوف على موقع AS.com (الإسبانية)